# 小島義雄
小島 義雄（こじま よしお、1931年8月7日 - 1993年3月3日）は、日本の陸上競技選手。沖田芳夫後の日本のエースとして活躍。元ハンマー投日本記録保持者、砲丸投日本記録保持者。ヘルシンキオリンピック日本代表。

## 来歴
- 鹿児島県立出水高等学校卒業。
- 1953年、日本選手権で砲丸投13m50、ハンマー投50m56の二冠。同年、ハンマー投で53m71の日本新記録樹立。
- 1954年、日本選手権で砲丸投13m45、ハンマー投53m69の二年連続二冠。同年、ハンマー投で54m90の日本新記録樹立。
- 1955年、法政大学を卒業し川崎重工業に入社。日本選手権でハンマー投52m18の記録で三連覇。
- 1956年、ヘルシンキオリンピックにハンマー投日本代表として出場。53m42を投げたが予選落ちした。日本選手権ではハンマー投57m40を記録し四連覇。同年、砲丸投でも14m70の日本新記録を樹立した。
- 1993年3月3日、兵庫県神戸市北区の県道に駐車させた乗用車内で排ガス自殺。